# Potangis
Potangis ist eine französische Gemeinde mit 115 Einwohnern (Stand: 1. Januar 2022) im Département Marne in der Region Grand Est. Sie gehört zum Kanton Vertus-Plaine Champenoise und zum Arrondissement Épernay. 

## Lage
Die Gemeinde Potangis liegt zehn Kilometer nordwestlich von Romilly-sur-Seine. Sie ist umgeben von folgenden Nachbargemeinden:
| Bethon                            | Chantemerle                                 | La Celle-sous-Chantemerle |
| Montgenost                        | Kompassrose, die auf Nachbargemeinden zeigt | Saron-sur-Aube            |
| Périgny-la-Rose, Plessis-Barbuise | Esclavolles-Lurey                           | Villiers-aux-Corneilles   |

## Bevölkerungsentwicklung

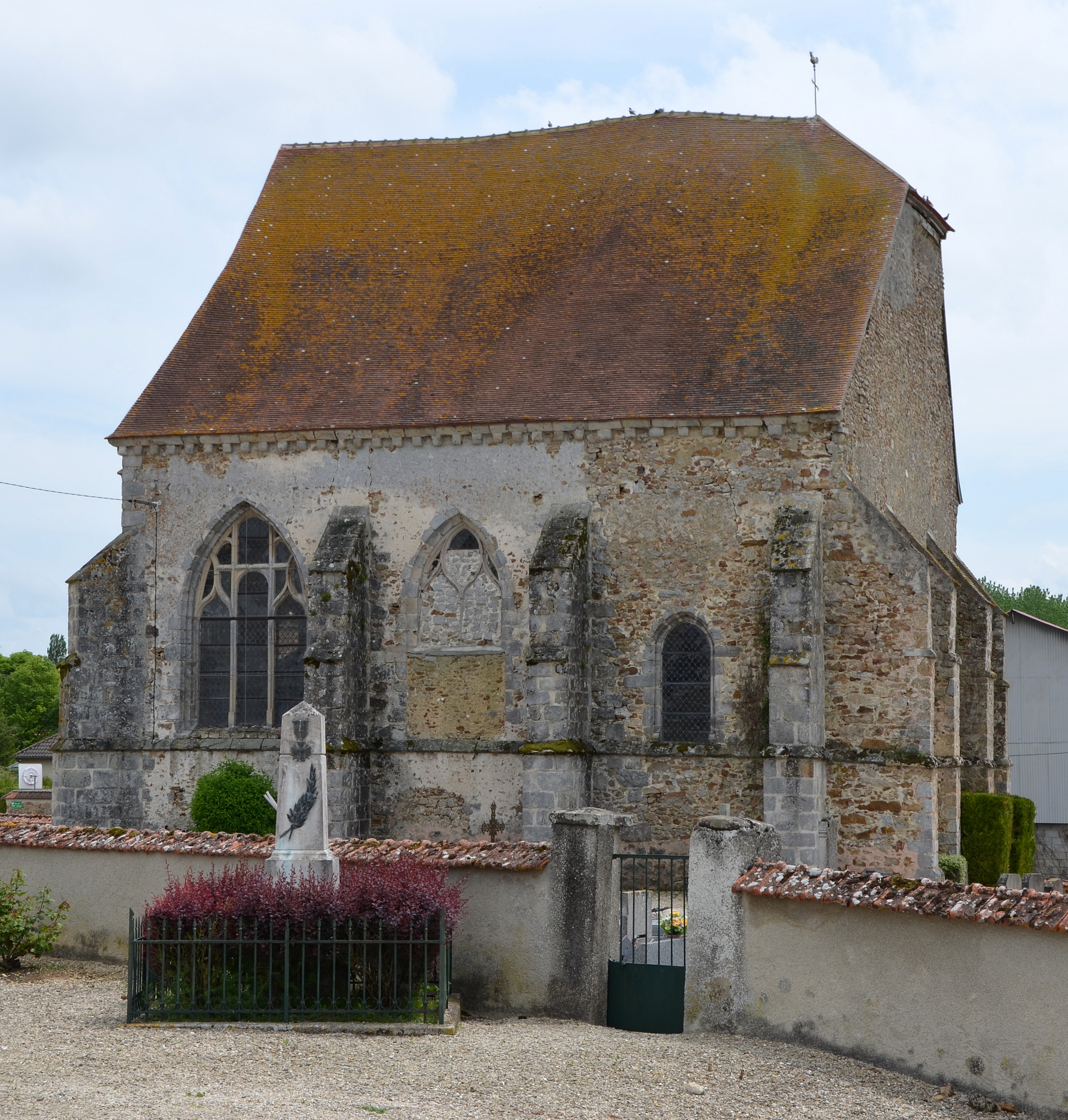
Kirche St. Martin in Potangis

| Jahr                       | 1962 | 1968 | 1975 | 1982 | 1990 | 1999 | 2008 | 2018 |
| -------------------------- | ---- | ---- | ---- | ---- | ---- | ---- | ---- | ---- |
| Einwohner                  | 95   | 82   | 70   | 83   | 86   | 90   | 87   | 126  |
| Quellen: Cassini und INSEE |      |      |      |      |      |      |      |      |